# Marco Rangl
Marco Rangl (Eisenstadt, 7 maggio 1990) è un bobbista ed ex velocista austriaco.

## Biografia

### Gli inizi nell'atletica
Prima di dedicarsi al bob, Marco Rangl ha praticato l'atletica leggera a livello nazionale nelle discipline veloci; ha infatti vinto il titolo nazionale assoluto indoor dei 60 metri piani nel 2013 a Vienna.

### Il passaggio al bob
Compete nel bob dal 2013 come frenatore per la squadra nazionale austriaca. Debuttò in Coppa Europa a novembre 2013 e in questo circuito ha al suo attivo tre podi su undici gare disputate sino al 2017. Si distinse nelle categorie giovanili conquistando una medaglia d'argento ai mondiali juniores, vinta a Winterberg 2016  nel bob a quattro con il pilota Benjamin Maier e i compagni Angel Somov e Dănuț Ion Moldovan.
Esordì in Coppa del Mondo nella stagione 2015/16, il 28 novembre 2015 ad Altenberg, dove si piazzò in ventesima posizione nel bob a due con Benjamin Maier; centrò il suo primo podio il 7 febbraio 2016 a Sankt Moritz, terminando la gara a quattro in seconda posizione con Maier, Markus Sammer e Dănuț Ion Moldovan.
Ha partecipato ai Giochi olimpici invernali di Pyeongchang 2018, piazzandosi al ventiduesimo posto nel bob a quattro spingendo l'equipaggio pilotato da Markus Treichl.
Prese inoltre parte a tre edizioni dei campionati mondiali. Nel dettaglio i suoi risultati nelle prove iridate sono stati, nel bob a quattro: diciottesimo a Winterberg 2015, quinto a Igls 2016, e quinto ad Altenberg 2020.
Agli europei vinse la medaglia d'argento nel bob a quattro a Sankt Moritz 2016 con Maier, Sammer e Moldovan, riportando così un equipaggio austriaco a medaglia a distanza di 17 anni dall'ultimo piazzamento a podio, ottenuto nel 1999 sempre nella disciplina a quattro dalla compagine guidata da Wolfgang Stampfer.

## Palmarès

### Bob

#### Europei
- 1 medaglia:
  - 1 argento (bob a quattro a Sankt Moritz 2016).

#### Mondiali juniores
- 1 medaglia:
  - 1 argento (bob a quattro a Winterberg 2016).

#### Coppa del Mondo
- 3 podi (tutti nel bob a quattro):
  - 2 secondi posti.
  - 1 terzo posto.

#### Coppa Europa
- 3 podi (tutti nel bob a quattro):
  - 2 secondi posti;
  - 1 terzo posto.

#### Coppa Nordamericana
- 1 podio (nel bob a quattro):
  - 1 secondo posto.

### Atletica leggera

#### Campionati nazionali
- 1 volta campione nazionale assoluto dei 60 m piani (2013)

2013
- Oro ai campionati austriaci assoluti indoor, 60 m piani - 6"88